# زواخربوس
زوگربوش (به هلندی: Zwagerbosch) یک منطقهٔ مسکونی در هلند است که در کلومرلاند ان‌نیوکرایس‌لاند واقع شده‌است. زوگربوش ۶۳۸ نفر جمعیت دارد.